# Bundesstraße 101
De Bundesstraße 101 (ook wel B101) is een bundesstraße in de Duitse deelstaten Berlijn, Brandenburg, Saksen-Anhalt en Saksen.
De B101 begint bij Berlijn en loopt langs de steden Ludwigsfelde, Luckenwalde, Jüterbog, Elsterwerda, Großenhain, Meißen, Freiberg, Annaberg-Buchholz en Schwarzenberg naar Aue. De B101 is ongeveer 280 kilometer lang.